# Blake-More Godwin
Blake-More Godwin (* 12. Januar 1894 in Clinton (Missouri); † Juni 1975 in La Jolla) war ein amerikanischer Kunsthistoriker.
Er studierte an der University of Missouri (B.A. 1915) und der Princeton University (M.A. 1916). Nach einer Tätigkeit als Assistent an der University of Missouri 1912 bis 1915 war er 1915/16 Fellow an der Princeton University. Ab 1916 arbeitete er am Toledo Museum of Art in Toledo (Ohio) als Kurator, von 1927 bis 1959 als Direktor des Museums.
1946 stellte er Otto Wittmann als stellvertretenden Direktor ein, der sich um die Neuerwerbungen des Museums kümmerte und sein Nachfolger wurde.

## Veröffentlichungen
- Catalogue of European Paintings. Toledo Museum of Art, Toledo 1939